# Distretto di Cañaris
Il distretto di Cañaris è uno dei sei distretti della provincia di Ferreñafe, in Perù. Si trova nella regione di Lambayeque e si estende su una superficie di 284,88 chilometri quadrati.

Istituito il 17 febbraio 1951, ha per capitale la città di Cañaris; nel censimento del 2005 contava 12.691 abitanti.